# 錫諾韋茨湖
56°35′27″N 29°01′14″E / 56.59083°N 29.02056°E
錫諾韋茨湖（俄语：Синовец），是俄羅斯的湖泊，位於該國西北部，由普斯科夫州負責管轄，處於奧波奇卡區，面積1.3平方公里，海拔高度173米，平均水深7米，最大水深25米。